# Stade Verviétois
Stade Verviétois, ook wel Stade Verviers is een Belgische voetbalclub uit Verviers. De club is aangesloten bij de KBVB met stamnummer 33 en heeft groen-wit als kleuren. 

## Geschiedenis
In 2015 werd de historische club RCS Verviétois opgedoekt na financiële problemen. De club speelde 20 seizoenen in de hoogste klasse en 32 in de tweede klasse. Om het gat op te vullen in de stad werd de club Etoile Verviétoise opgericht met het stamnummer 9603. Datzelfde jaar werd ook nog Cercle Sportif Jeunesse Verviétoise opgericht met het stamnummer 9657. Op 1 juli 2019 fuseerden beide clubs tot Alliance Sportive Verviers. 
Eén jaar later, op 1 juli 2020 fuseerde de club met Star Fléron FC. Fléron ligt in vogelvlucht ongeveer 13 km van Verviers en het doel van de fusie was om een oud stamnummer te krijgen. De naam werd Racing Club Star Verviers, afgekort RCS Verviers, naar het historische stamnummer 8. Op de officiële website wordt ook verwezen naar het oprichtingsjaar 1896 van RCS Verviers. De club begon in de tweede provinciale afdeling van Luik. In 2023 eindigde de club slechts negende. Na dit seizoen fuseerde de club met Stade Disonais dat in de nationale reeksen speelde. De fusieclub nam de naam Stade Verviers aan en nam het stamnummer van Racing Club Star over.

## Resultaten
| Seizoen | Klasse | Klasse | Klasse | Klasse | Klasse | Klasse | Klasse | Klasse | Klasse | Reeks                | Punten | Opmerkingen                                      |
|         | 1A     | 1B     | 1Am    | 2Am    | 3Am    | P.I    | P.II   | P.III  | P.IV   |                      |        |                                                  |
| ------- | ------ | ------ | ------ | ------ | ------ | ------ | ------ | ------ | ------ | -------------------- | ------ | ------------------------------------------------ |
| 2020/21 |        |        |        |        |        |        | -      |        |        | Tweede Prov. Luik    | -      | Competitie stopgezet na speeldag 6 door COVID-19 |
| 2021/22 |        |        |        |        |        |        | 10     |        |        | Tweede Prov. Luik    | 37     |                                                  |
| 2022/23 |        |        |        |        |        |        | 9      |        |        | Tweede Prov. Luik    |        |                                                  |
| 2023/24 |        |        |        | 12     |        |        |        |        |        | Tweede Afdeling ACFF | 41     | In de plaats van Stade Disonais                  |
| 2024/25 |        |        |        | 6      |        |        |        |        |        | Tweede Afdeling ACFF | 53     |                                                  |
| 2025/26 |        |        |        |        |        |        |        |        |        | Tweede Afdeling ACFF |        |                                                  |